# 塩見彩

塩見 彩（しおみ あや、1995年6月17日 -）は、日本のAV女優。NAXプロモーション(New Actor eXperience)所属。

## 来歴
2020年10月、「IDEAPOCKET (アイデアポケット)」レーベルからAVデビュー。
2021年1月にドグマ『串刺し拷問』に出演し、凌辱作品を解禁するとともにマゾ性に開眼。発売イベントでも緊縛ショーを行った。後述のようにAV業界入りはSM作品が撮りたかったらであった。
2022年には新宿ニューアートでの緊縛レズSMステージに出演。2022年1月から2025年6月までドクマ専属女優。
2022年4月には恩師でもあるTOHJIRO監督の映画作品『劇場版 いたくて、きもちいいこと』に主演し、映画女優としても活動。
2023年9月には主演映画『しゅら』がドイツで行われたオルデンブルグ国際映画祭のミッドナイト・エクスプレス部門にノミネート。監督のTOHJIROとともにレッドカーペットを歩いた。

## 人物
至高の色欲マゾで極上の変態お姉さん。普段は会員制高級エステに勤める現役エステティシャン。AVデビューの理由はSMバーに通っていた際、プロの責めを味わってみたくなったから。
三代目葵マリーからはモンスターM女と名付けられている。
趣味は、旅行・美容・料理・キックボクシング。緊縛の頻度によって胸のサイズが変わる。

## 出演作品

### アダルトビデオ
| 発売日   | タイトル | 規格品番      | 規格品番 | メーカー                             | 備考                       |
| 発売日   | タイトル | DVD           | BD       | メーカー                             | 備考                       |
| 2020年   | 2020年 | 2020年        | 2020年   | 2020年                               | 2020年                     |
| -------- | --- | ------------- | -------- | ------------------------------------ | -------------------------- |
| 10月13日 | 佇まいは上品 SEXはケダモノ 脳内性欲 高級エステティシャンAVデビュー                                                                  | IPIT-008      |          | アイデアポケット                     |                            |
| 11月27日 | 「マジ天使!?」 骨折してオナニーできない僕のチ●コは我慢の限界! それを見かねた美人ナースは使命感に駆られたのか優しく手を添えてくれ… 9 | DOCP-261      |          | DOC                                  | オムニバス作品             |
| 12月4日  | 喉奥発射、希望します。 | DFE-048       |          | ワープエンタテインメント             |                            |
| 12月13日 | 「私を壊してください…」3 こんな綺麗で上品な美女が… えげつないマゾ本性を曝け出し牝汁を垂れ流してイキ狂います                         | CESD-954      |          | セレブの友                           |                            |
| 12月13日 | 一人のM女として…彩 完全奴隷願望の女                                                                                                 | HNM-010       |          | AVS collector’s                      |                            |
| 12月16日 | 絡み合う体液 ～濃厚接吻 お互いの感情が求め合う中出しセックス                                                                        | MXGS-1165     |          | MAXING                               |                            |
| 12月19日 | 串刺し拷問 | GTJ-089       |          | ドグマ                               |                            |
| 2021年   | |               |          |                                      |                            |
| 1月8日   | 快楽シンドローム case5 「異常変態! 徹底的にM調教を施されたモデル級スタイルのお嬢様。」                                              | HODV-21541    |          | h.m.p                                |                            |
| 3月1日   | おしゃぶり予備校 77 | KV-239        |          | FS.KnightsVisual / ふらすぴ          |                            |
| 3月1日   | 女囚幻想 | SMSD-022      |          | S&Mスナイパー                        |                            |
| 3月19日  | 親族相姦 きれいな叔母さん | VENX-018      |          | VENUS                                |                            |
| 3月19日  | 完全拘束・完全支配 拷問ドラッグ | GTJ-091       |          | ドグマ                               |                            |
| 4月1日   | 喉ボコ女教師イラマチオ監禁拷問ルーム                                                                                                | MIAA-409      |          | MOODYZ                               |                            |
| 4月2日   | スチュワーデスin...（脅迫スイートルーム）                                                                                           | VDD-171       |          | ドリームチケット                     |                            |
| 4月7日   | 奴隷色のステージ 46 | RBK-009       |          | アタッカーズ                         |                            |
| 5月7日   | 被虐の未亡人奴隷 蝋に泣き、鞭に震え、哀しみの絶頂に悶え狂う未亡人奴隷                                                               | RBK-013       |          | アタッカーズ                         |                            |
| 5月20日  | 人妻マッサージ師 | KIR-034       |          | STAR PARADISE                        |                            |
| 5月22日  | シロウト女子個人撮影ハメ撮り日記 きれい系ド変態性欲モンス あやさんDかっぷ                                                           | SHM-035       |          | スレッジハンマー / シャーク          |                            |
| 5月25日  | 初レズ解禁! 塩見彩があおいれなからハードレズ調教してもらった件                                                                      | CEMD-012      |          | セレブの友                           | 共演：あおいれな           |
| 6月1日   | 被虐のマゾ女優 塩見彩 調教記録 | BDSM-075      |          | タイト                               |                            |
| 6月7日   | 家畜娼婦に転落した女 鞭狂い人妻M覚醒実践講習会                                                                                      | CMC-256       |          | シネマジック                         |                            |
| 6月13日  | 拷問・肉達磨 | GTJ-093       |          | ドグマ                               |                            |
| 6月13日  | この女達｢M女｣! 3人が奏でるレズビアンM女の断末魔! ドMだからわかる痛みのその先にある非日常の快楽!                                     | CEMD-018      |          | セレブの友                           | 共演：紗々原ゆり、渡辺まお |
| 6月24日  | 絶倫義父 真面目な嫁が義父に抱かれ続けたら…                                                                                          | SPRD-1428     |          | タカラ映像                           |                            |
| 7月1日   | 緊縛淫喉ディシプリン | BDSM-076      |          | タイト                               |                            |
| 7月13日  | ドM3姉妹が堕ちる快楽淫乱地獄への招待状! 入るのは簡単でも一度入ったら出られない快楽地獄への罠!                                       | CEMD-030      |          | セレブの友                           | 共演：紗々原ゆり、渡辺まお |
| 7月22日  | 完全ノーカット 喉奥変態女に飲尿・浴尿・ぶっかけのフルコンボ ガン勃ちチ○ポでアクセル全開の顔汚しターボイラマチオ                     | MILK-115      |          | MILK                                 |                            |
| 7月25日  | キャットスーツで嗚咽ハードイラマ完全拘束交尾 2                                                                                      | XRL-016       |          | REAL                                 | オムニバス作品             |
| 8月7日   | おじさん大好き 限定 AV面接 | JMTY-048      |          | ティーチャー/妄想族                  |                            |
| 8月13日  | レズ奴隷付き貸し別荘 ～なま唾糸引きレズ接吻～                                                                                       | AUKS-128      |          | U&K                                  |                            |
| 8月13日  | 緊縛調教妻 夫が遺した借金まみれの工場を守るため身体を差し出した未亡人妻が堕ちた縄快楽地獄                                           | GMA-022       |          | グローバルメディアアネックス         |                            |
| 8月25日  | 最狂イラマチオ秘書 W喉凹献身SP | MISM-209      |          | えむっ娘ラボ                         | 共演：一条みお             |
| 9月3日   | 下品だとか上品だとか関係なく、エグイくらい塩見さんを弄びたい                                                                        | YST-254       |          | 光夜蝶                               |                            |
| 9月3日   | 自宅警備員の俺は四六時中、姉を虐め抜く                                                                                              | YSN-558       |          | NON                                  |                            |
| 9月21日  | 拷問フィスト | GTJ-096       |          | ドグマ                               | 共演：美咲結衣             |
| 9月21日  | 「誰かいやらしい目で私を見て…」 野外露出でストレス発散する美人OLが通りすがりの覗き男に視姦され、ドM興奮。自ら羞恥調教を志願         | SORA-334      |          | 山と空/妄想族                        |                            |
| 9月21日  | 熟成された女体臭 マン汁べっとりパンティーも舐め味わうクンニレズ                                                                     | EVIS-370      |          | ゑびすさん/妄想族                    | オムニバス作品             |
| 9月21日  | 唾液交換ベロ貝合わせレズキス | EVIS-371      |          | ゑびすさん/妄想族                    | オムニバス作品             |
| 10月1日  | 義理の父に口マ●コとして扱われてるのにマン汁を滴らせる私は変態です。                                                                 | YST-255       |          | 光夜蝶                               |                            |
| 10月5日  | 狂気拷問処刑 Episode05:強き女の逝き狂いクレイジープッシー 女捜査官強制淫乱覚醒絶頂拷問                                              | GMEM-045      |          | AVS collector’s                      |                            |
| 10月5日  | Wブーツ痴女に蒸れた足と淫語でシゴかれる僕                                                                                           | EVIS-374      |          | ゑびすさん/妄想族                    | オムニバス作品             |
| 11月2日  | 乳首舐めドキュメントレズ | EVIS-376      |          | ゑびすさん/妄想族                    | オムニバス作品             |
| 11月23日 | レスボスの掟 嫉妬の鎖欲望の檻 | CMC-265       |          | シネマジック                         | 共演：宮村ななこ           |
| 12月7日  | 特捜の女 瞬撃のラクリモーサ | JBD-277       |          | アタッカーズ                         |                            |
| 12月7日  | 口臭・唾液臭・ベロ臭を嗅がせ合う鼻舐めレズ                                                                                          | EVIS-381      |          | ゑびすさん/妄想族                    | オムニバス作品             |
| 12月11日 | チャレンジ！タイマー電マ あや 塩見彩                                                                                                | 171lhtd00024a |          | 大洋図書                             |                            |
| 12月21日 | 解禁アナル いきなりローズバッド 塩見彩                                                                                              | gtj00099      |          | ドグマ                               |                            |
| 12月28日 | 黒人巨大マラ 犯●れた日本人美女 出張ばかりの旦那に不満を募らせる人妻。軽い火遊びから堕ちていく陵●4P輪● 塩見彩                        | blb00014      |          | グローバルメディアエンタテインメント |                            |

#### 2022年
- Threeビアン フィストゲーム（1月8日、ドグマ）
- 妹のオナニーを目撃したのがきっかけで…（2月20日、STAR PARADISE）
- 愛する夫へのラブレター 27歳専業主婦、アヤより。 塩見彩（3月8日、バルタン）
- SM女王様立場逆転アナル凌辱 塩見彩（3月15日、グローリークエスト）
- シン・女囚拷問 塩見彩（3月15日、ドグマ）
- 和とみやびの緊縛館 Vol.7（4月1日、ドグマ）
- いたくて、きもちいいこと（4月19日、ドグマ）
- 緊縛 GONIN 塩見彩（5月17日、ドグマ）
- いやな女 不法侵入・浣腸レ●プ 塩見彩（7月19日、ドグマ）
- 縄がないと、生きれない女 塩見彩（8月16日、ドグマ）
- 奴隷調教パーフェクトスレイブ 塩見彩（10月18日、ドグマ）
- 乱れる メス緊縛メスSM 塩見彩彩（11月15日、ドグマ）
- 拷問ドラッグ第二章 塩見彩（12月20日、ドグマ）

#### 2023年
- Mドラッグ 女体肉便器 塩見彩（1月17日、ドグマ）
- 黒人デカチン串刺しアナル 塩見彩（2月21日、ドグマ）[11]
- 縛る 塩見彩（3月21日、ドグマ）
- バーチャルW美脚足臭責め（4月4日、ゑびすさん/妄想族）
- 浣腸噴射奴隷 塩見彩（4月18日、ドグマ）
- 縛イキ拷問 塩見彩（5月20日、ドグマ）
- 女教師監禁 塩見彩（6月20日、ドグマ）
- 拷問ROOM 塩見彩（11月21日、ドグマ）[12]

#### 2024年
- カメラの前でおしっこする女 5（11月26日、グローリークエスト）

### アダルトVR
| 発売日  | タイトル                                                                         | 規格品番   | メーカー | 備考   |        |
| 2021年  | 2021年                                                                           | 2021年     | 2021年   | 2021年 | 2021年 |
| ------- | -------------------------------------------------------------------------------- | ---------- | -------- | ------ | ------ |
| 6月28日 | 中出し肉オナホをレンタル 変態バーで出会った男からドM奴隷女を借りて、イラマ中出し | HNVR-00064 | 本中     |        |        |

## 映画

### 出演
- 劇場版 いたくて、きもちいいこと（2022年4月、TOHJIRO（伊藤智生）監督） - 椿 役[13]
- しゅら-縄の姉妹‐（2023年5月、TOHJIRO（伊藤智生）監督） - 奥村彩 役